# Baisers cachés
Pour plus de détails, voir Fiche technique et Distribution.
Baisers cachés est un téléfilm dramatique français réalisé par Didier Bivel, diffusé en 2016.
Il est projeté en février 2016 au Festival des créations télévisuelles de Luchon où il obtient le prix de la critique Isabelle Nataf.

## Résumé
Nathan, 16 ans, vit seul avec son père Stéphane, car sa mère est décédée. Peu après être arrivé dans son nouveau lycée en cours d'année, il est invité à une soirée où il est pris en photo en train d'embrasser Louis, un garçon de sa classe. Seul le visage de Nathan est reconnaissable sur la photo qui, diffusée sur Facebook, va provoquer un scandale au lycée. Victime de moqueries et d'agressions physiques par ses camarades, il refuse de dévoiler l'identité de l'autre garçon par amour. Stéphane, qui a également vu la photo, apprend ainsi que son fils est homosexuel. Paniqué et ne sachant pas comment réagir, il s'éloigne peu à peu de son fils et leur complicité se perd. 
Au lycée, Nathan doit faire face à davantage de moqueries et de menaces, en dépit des efforts menés par son professeur d'anglais Tristan, qui s'efforce de gommer les préjugés qu'ont ses élèves sur l'homosexualité. Il demande à sa collègue Catherine, qui est lesbienne, de l'aider à convaincre le proviseur de faire intervenir une association de lutte contre l'homophobie, mais Catherine refuse, encore traumatisée par son passé. 
À l'issue d'un cours de sport, Nathan est agressé par plusieurs de ses camarades, dont Louis. Ce dernier, en couple avec Laura depuis un an, tente depuis longtemps de lutter contre son orientation sexuelle qu'il cache à ses parents, son père Bruno manifestant clairement de l'hostilité à l'égard des homosexuels. Nathan s'enfuit du lycée et rentre chez lui où il est retrouvé par son père qui, horrifié de voir son fils avec le visage ensanglanté, comprend que ce dernier a plus que jamais besoin de lui. À partir de ce moment, Nathan et son père commencent à retrouver la relation qu'ils avaient auparavant. Nathan retourne au lycée et Catherine, en voyant son visage tuméfié, décide de ne plus se cacher et fait son coming-out au lycée, soutenant Tristan dans son initiative de lutte contre l'homophobie. Cependant, le proviseur craint la réaction des parents d'élèves, qui pourraient être hostiles à une telle action. 
Les parents de Louis sont parmi ceux-là. Ils découvrent l'homosexualité de leur fils en consultant son ordinateur personnel et vont tout faire pour qu'il retourne dans le chemin qu'ils ont décidé pour lui. Ainsi, son père lui confisque son ordinateur et son téléphone et réprimande violemment son fils pour s'être laissé aller à ce qu'il considère être comme une déviance. Craignant de perdre l'amour de ses parents, Louis tente de leur faire croire que son baiser avec Nathan n'était qu'une provocation à leur encontre. Ces derniers semblent enclins à le croire, mais lorsque Bruno récupère son téléphone pour que Louis puisse discuter avec Laura, il découvre qu'il a en réalité essayé à plusieurs reprises d'appeler Nathan, sans succès car ce dernier lui en veut de l'avoir agressé et de ne pas être capable de s'assumer. Désavoué par ses parents qui décident de purement l'ignorer, Louis fuit le domicile familial et revoit Laura une dernière fois avant de tenter de se suicider en se jetant du haut d'une usine désaffectée où les deux lycéens avaient pour habitude de se retrouver en cachette. Cependant, Nathan, qu'il a appelé avant, arrive avec son père juste à temps pour le sauver.
Stéphane décide de l'accueillir pour la nuit mais Louis, n'arrivant pas à dormir, se faufile dans la chambre de Nathan. Tous deux parlent de leur homosexualité et des conséquences que cela a eu pour eux, en particulier dans la vie de Louis. Les deux adolescents finissent par dormir ensemble. Stéphane le découvre en plein milieu de la nuit. Bien que prêt à accepter l'homosexualité de son fils, il est encore un peu perturbé et se rend chez sa collègue Patricia, ayant besoin de quelqu'un à qui parler. Alors qu'il s'apprête à partir, Patricia lui demande de rester et les deux collègues entament une liaison.
De retour chez lui, Stéphane discute avec Nathan et Louis et informe ce dernier qu'il a prévenu ses parents. Bruno vient récupérer son fils et l'enferme à nouveau dans sa chambre pour éviter qu'il ne tente à nouveau de se suicider, avant de partir à son travail en demandant à Corinne de ne pas lui parler. Cependant, Corinne se refuse à maltraiter davantage leur fils et force la porte de la chambre de Louis. Elle se rend ensuite au cabinet médical où travaille Bruno et lui annonce qu'elle le quitte, ne reconnaissant plus l'homme qu'elle aimait. Corinne emmène avec elle Louis et son petit frère Théo chez ses parents, d'où Louis appelle Laura pour lui annoncer la vérité et son amour pour Nathan. Louis revient toutefois quelque temps plus tard pour participer au tournoi de boxe pour lequel son père l'a entraîné. Son père, absent au début du tournoi, finit par venir assister au match de son fils, mais part juste avant la fin. Louis le rattrape et lui demande s'il n'est pas fier de son fils, mais Bruno part sans dire un mot. Stéphane retrouve alors Louis et lui dit que son père aura besoin de temps, tout comme il en a fallu à Stéphane pour pleinement accepter qui était son fils.

## Fiche technique
- Titre original : Baisers cachés
- Réalisation : Didier Bivel
- Scénario : Jérôme Larcher
- Direction artistique : Laurent Tesseyre
- Photographie : Claude Garnier
- Montage : Catherine Schwartz
- Musique :  François-Eudes Chanfrault
- Production : Élizabeth Arnac
- Sociétés de production : Lizland Films ; France 2 (coproduction)
- Société de distribution : France 2
- Pays d'origine :  France
- Langue originale : français
- Format : couleur
- Genre : drame
- Durée : 90 minutes
- Dates de première diffusion :
  - France : 4 février 2016 (Festival des créations télévisuelles de Luchon) ; 17 mai 2017 sur France 2
  - Belgique : 25 février 2016 sur La Deux
  - Suisse romande : 24 août 2016 sur RTS Un

## Distribution
- Bérenger Anceaux : Nathan
- Patrick Timsit : Stéphane, le père de Nathan
- Jules Houplain : Louis
- Bruno Putzulu : Bruno, le père de Louis
- Barbara Schulz : Corinne, la mère de Louis
- Catherine Jacob : Catherine, la prof de maths
- Aaron Serfaty : Théo, le petit frère de Louis
- Nicolas Carpentier : Tristan, le prof d'anglais
- Jérôme Pouly : le proviseur du lycée
- Lisa Kramarz : Laura
- Natacha Jasmine Djidel : Chloé
- Carole Richert : Patricia, la collègue de Stéphane
- Fabrice Lelyon : Serge, un collègue de Stéphane
- Selim Clayssen : Marc, un collègue de Stéphane
- Ingrid Donnadieu : une prof dans la salle des professeurs

## Production

### Tournage
Le téléfilm a été tourné pendant l'été 2015 dans les lieux suivants :
- Tournan-en-Brie : scènes au lycée Clément-Ader ;
- Île Saint-Denis : salle Paul-César (scène du tournoi de boxe de Louis et discussion avec son père ; scène de fin du film) ;
- Meaux[2] :
  - Résidence d'un particulier en bord de Marne (scène de la fête, anniversaire de Laura) ;
  - Pont du marché (scène où Corinne remonte dans la voiture et emmène Louis et Théo chez ses parents) ;
  - Quai de la gare, voie C (scène où Louis et Nathan se retrouvent et s'embrassent en présence de Théo, Corinne et Laura).
- Le Blanc-Mesnil : passerelle piétonne de la gare de triage (scène où Serge et un collègue recherchent Louis et prennent un jeune au-dessus des voies pour Louis) ;
- Nanterre : anciennes papèteries de la Seine (scènes de l'usine désaffectée où se retrouvent Nathan et Louis, et où Louis tente de se suicider) ;
- Triel-sur-Seine ;
- Gouvieux ;
- Saint-Germain-en-Laye : centre administratif (scènes du commissariat et du bar où Stéphane retrouve ses collègues, puis emmène Nathan le jour de son anniversaire).

### Musique
La bande originale du téléfilm a été composée par François-Eudes Chanfrault.

## Accueil

### Festival et diffusions
Baisers cachés se projette en avant-première le 4 février 2016 au Festival des créations télévisuelles de Luchon, avant se diffuser à la télévision en Belgique, le 25 février 2016 sur La Deux de RTBF ; en Suisse romande, le 24 août 2016 sur RTS un ; et en France, le 17 mai 2017 sur France 2, à l'occasion de la Journée mondiale contre l'homophobie et la transphobie.
À la suite de cette diffusion, le téléfilm a été victime d'un piratage. Il a été diffusé et doublé dans plusieurs pays, notamment en Espagne, en Allemagne, en Russie, etc.

### Audiences
Cette fiction a été vue, en France, par 3,62 millions de téléspectateurs, soit une part d'audience de 15,1 %.

### Accueil critique
Lors de sa rediffusion en 2021 sur France 2, le magazine belge Moustique salue la « prestation impeccable de Patrick Timsit, assez rare en télévision », puis indique : « Usant parfois de clichés, Baisers cachés traite d'un sujet difficile avec énormément de réalisme et d'émotions. »

## Récompense
- Festival des créations télévisuelles de Luchon 2016 : Prix de la critique Isabelle Nataf[1].